# Thanh mộng truyền kỳ
Thanh mộng truyền kỳ (tiếng Trung: 聲夢傳奇, tiếng Anh: STARS Academy) là chương trình thực tế tìm kiếm tài năng ca hát được chế tác bởi TVB. "Lần triệu tập đầu tiên" được phát sóng trên TVB Jade ngày 3/1/2021 lúc 21:30-22:30. Kể từ 10/4/2021, chương trình phát sóng vào thứ 7 hàng tuần lúc 20:30-22:00 trên TVB Jade, ngày 9/5/2021 nội dung tập trước phát lại vào lúc 13:15-14:45 trên TVB Jade, ngày 19/7 (Thứ hai) phát trực tiếp tập cuối (chung kết) lúc 20:30-22:15. Chương trình này là một trong series "Chương trình siêu cấp Long trọng lên sàn", cũng là chương trình đầu tiên trong lịch sử truyền hình Hong Kong sử dụng công nghệ XR (Thực tế mở rộng). Kết quả cuối cùng Viêm Minh Hy giành được "Giải thưởng bình chọn chuyên môn", "Giải thưởng khán giả bình chọn" và tổng quán quân "Truyền kỳ tân tinh", trở thành quán quân 3 hạng mục (để biết chi tiết xem danh sách thăng cấp và bị loại).

## Đoàn đội chế tác

### Chủ trì phía trước
- Người dẫn chương trình: Sâm Mỹ[2]
- Người cố vấn: Lý Khắc Cần[2] (Tập 1 - 14), Đàm Vịnh Lân[3](Tập 8 - 9)
- Chỉ đạo sân khấu cấp sao: Trương Kính Hiên (Tập 13)[4]
- Khách mời biểu diễn: Mạc Văn Úy (Tập 14)[5]

### Chế tác phía sau
- Tổng giám âm nhạc: Nghiêm Lệ Hàng (Johnny Yim)[6]
- Tổng giám vũ đạo: Mạch Thu Thành[7]
- Tổng giám kiểu tóc: La Kiến Cơ
- Tổng giám hình tượng: Trần Hạo Nhi (Janae Chan)[8]
- Stylist: Trương Bảo Nhi, Hà Quốc Chinh (Dorian Ho)[9]
- Người thu âm và trộn âm: Phùng Linh (Strawberry Fung)[10]

### Đội nhạc
- Tổng giám âm nhạc, organ: Nghiêm Lệ Hàng (Johnny Yim)[6]
- Organ: Rico Cristobal
- Guitar: Dann Leung
- Guitar bass: Tế Uy
- Trống: Steve Cheung
- Hòa âm: Jackie Cho, Perl Yuen
- Tổng trợ lý: Joyce Chung

## Huấn luyện viên ca sĩ cấp sao
- Huấn luyện viên đội đỏ: Châu Bách Hào, Vịnh Nhi, Vương Hạo Nhi
- Huấn luyện viên đội xanh: Giang Hải Ca, Lý Hạnh Nghê, Vệ Lan
- Huấn luyện viên khách mời: Lâm Hân Đồng (Tập 10 - 12, 14), Phùng Doãn Khiêm (Tập 10 - 11), Lâm Dịch Khuông (Tập 10 - 11)

### Hình ảnh chụp chung của thí sinh

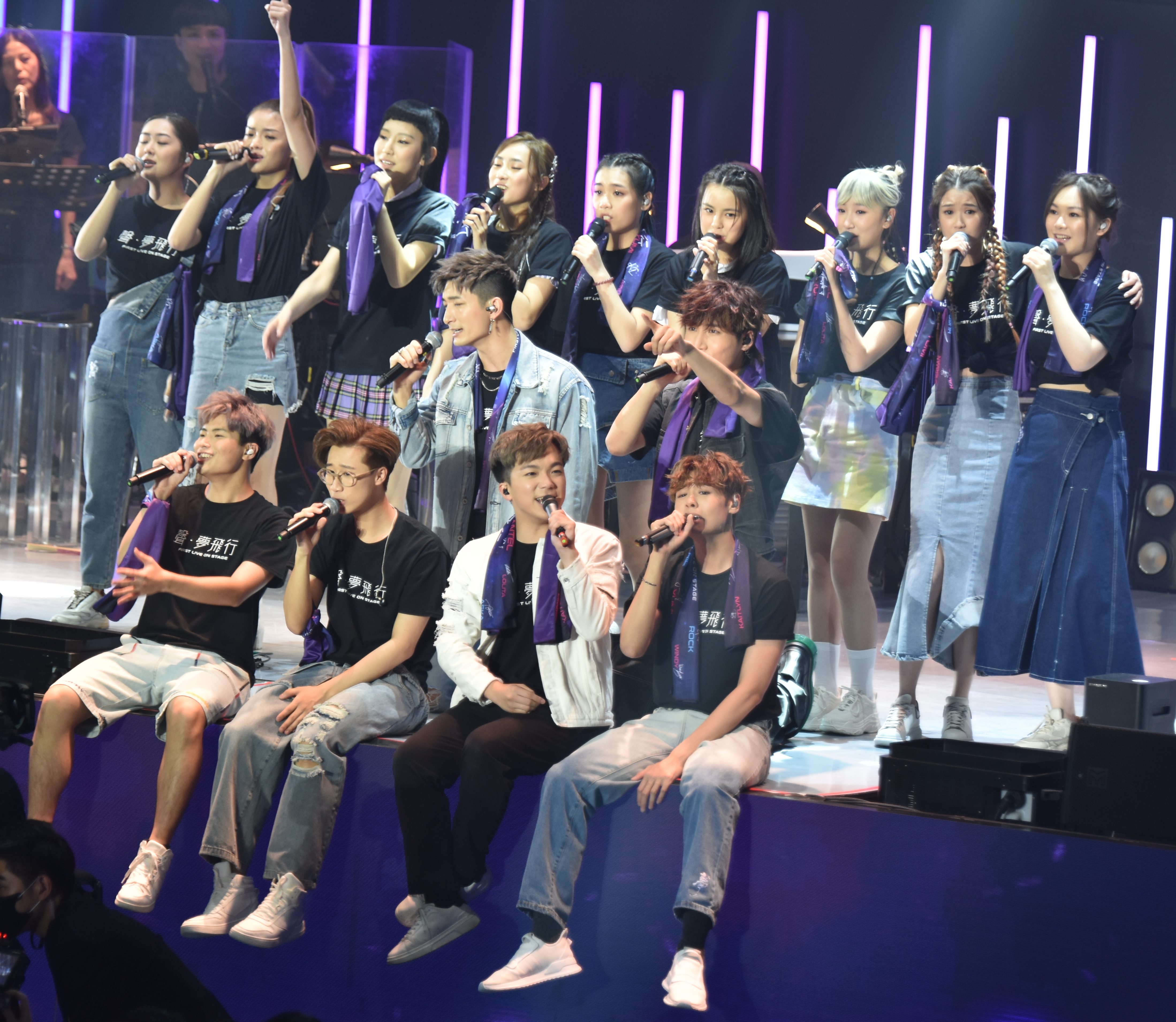
Ngày 15/8/2021, toàn thể học viên Thanh mộng truyền kỳ mùa 1 tham gia biểu diễn tại concert "Thanh · Mộng phi hành Lần đầu trực tiếp trên sân khấu" tại sân vận động MacPherson, Vượng Giác.
Phía sau trái qua: Lâm Chỉ Nghệ, Văn Khải Đình, Viêm Minh Hy, Chung Nhu Mỹ, Lâm Quân Liên, Diêu Trác Phi, Chiêm Thiên Văn, Phan Tĩnh Văn, Thái Khải Dĩnh
Ở giữa trái qua:Trương Trì Hào, Huỳnh Dịch Bân
Phía trước trái qua: Tôn Hán Lâm, Lâm Trí Lạc, Hà Tấn Lạc, Tiển Tĩnh Phong

## Thí sinh
| Số báo danh | Tên thí sinh    | Tên thí sinh | Tên thí sinh | Biệt danh                               | Tuổi (Năm sinh) | Đội (Tập 3-9)         | Tên fandom                   | Ghi chú                                     |
| Số báo danh | Tiếng Việt      | Tiếng Trung  | Tiếng Anh    | Biệt danh                               | Tuổi (Năm sinh) | Đội (Tập 3-9)         | Tên fandom                   | Ghi chú                                     |
| ----------- | --------------- | ------------ | ------------ | --------------------------------------- | --------------- | --------------------- | ---------------------------- | ------------------------------------------- |
| 1           | Viêm Minh Hy    | 炎明熹       | Gigi         | Nữ thần sao hỏa                         | 16 (2005)       | Xanh (Đội trưởng)     | Gi Viêm Phấn (Gi炎粉)        | Quán quân Thanh mộng                        |
| 2           | Trương Trì Hào  | 張馳豪       | Aska         | Ba của nhóm, chủ nhiệm dẫn dạy          | 26 (1995)       | Đỏ                    | Tông Thỉ Hào (鬆弛豪)        | Thí sinh lớn tuổi nhất, bị loại ở top 12    |
| 3           | Lâm Quân Liên   | 林君蓮       | Kaitlyn      | Chị Liên, thần mặt đen                  | 18 (2003)       | Xanh (Phó đội trưởng) | Bột mì đen (黑麵粉)          | Bị loại ở top 7                             |
| 4           | Chung Nhu Mỹ    | 鍾柔美       | Yumi         | Tiểu Chung Gia Hân                      | 14 (2006)       | Xanh                  | Bột gạo (米粉)               | Thí sinh nhỏ tuổi nhất, Quý quân Thanh mộng |
| 5           | Chiêm Thiên Văn | 詹天文       | Windy        | Chị Phong (gió)                         | 15 (2006)       | Đỏ                    | Đài thiên văn (天文台)       | Bị loại ở top 10                            |
| 6           | Diêu Trác Phi   | 姚焯菲       | Chantel      | Tình đầu quốc dân, tiểu công chúa, Bobo | 14 (2006)       | Đỏ                    | Voi nhỏ (小菲象)             | Á quân Thanh mộng                           |
| 7           | Huỳnh Dịch Bân  | 黃奕斌       | Hugo         |                                         | 21 (2000)       | Đỏ                    | Quả Quả (果果)               | Bị loại ở top 9                             |
| 8           | Hà Tấn Lạc      | 何晉樂       | Rock         | Thạch tử, CD Rock                       | 25 (1996)       | Đỏ (Đội trưởng)       | Bột vôi (石灰粉)             | Hạng 5 Thanh mộng                           |
| 9           | Phan Tịnh Văn   | 潘靜文       | Sherman      | Má của nhóm                             | 23 (1998)       | Đỏ                    | Tĩnh Dạ Ty (靜夜絲)          | Bị loại ở top 12                            |
| 10          | Tôn Hán Lâm     | 孫漢霖       | Steven       | Gà tây                                  | 22 (1998)       | Xanh                  | Bột gà (雞粉)                | Bị loại ở top 13                            |
| 11          | Lâm Chỉ Nghệ    | 林沚羿       | Venus        |                                         | 21 (2000)       | Xanh                  | Hành tinh nhỏ (小行星)       | Bị loại ở top 14                            |
| 12          | Văn Khải Đình   | 文凱婷       | Aeren        | Halle Bailey bản da trắng               | 20 (2000)       | Xanh                  | Cơm kho Khải Đình (凱婷燜飯) | Bị loại ở top 6                             |
| 13          | Thái Khải Dĩnh  | 蔡愷穎       | Lolita       |                                         | 18 (2003)       | Không                 | Hủ tiếu (河粉)               | Bị loại ở top 15                            |
| 14          | Lâm Trí Lạc     | 林智樂       | Felix        | Anh em của Lục Vĩnh                     | 17 (2003)       | Xanh                  | Trí Nang Đoàn (智囊團)       | Bị loại ở top 9                             |
| 15          | Tiển Tĩnh Phong | 冼靖峰       | Archie       | Anh Ba (sóng), Tiễn thần (mũi tên thần) | 23 (1998)       | Đỏ                    | Người bắn cung (弓箭手)      | Hạng 4 Thanh mộng                           |

## Thăng cấp và bị loại
| Số báo danh | Thí sinh        | Đội (Tập 3 - 9)   | Tập               | Tập                  | Tập                  | Tập                  | Tập                  | Tập               | Tập               | Tập               | Tập       |
| Số báo danh | Thí sinh        | Đội (Tập 3 - 9)   | 1 - 2             | 3 - 4                | 5 - 6                | 7                    | 8 - 9                | 10 - 11           | 12                | 13                | 14        |
| ----------- | --------------- | ----------------- | ----------------- | -------------------- | -------------------- | -------------------- | -------------------- | ----------------- | ----------------- | ----------------- | --------- |
| 1           | Viêm Minh Hy    | Xanh (Đội trưởng) | Thăng cấp         | Thăng cấp            | Thăng cấp            | Đội thắng            | Đội thắng            | Điểm cao nhất     | Thăng cấp         | Thăng cấp         | Quán quân |
| 6           | Diêu Trác Phi   | Đỏ                | Thăng cấp         | Đội thắng            | Đội thắng            | Thăng cấp            | Thăng cấp            | Thăng cấp         | Thăng cấp         | Thăng cấp         | Á quân    |
| 4           | Chung Nhu Mỹ    | Xanh              | Thăng cấp         | Thăng cấp            | Thăng cấp            | Đội thắng            | Đội thắng            | Thăng cấp         | Thăng cấp         | Điểm cao nhất     | Quý quân  |
| 15          | Tiển Tĩnh Phong | Đỏ                | Thăng cấp         | Đội thắng            | Đội thắng            | Thăng cấp            | Thăng cấp            | Điểm cao nhất     | Thăng cấp         | Thăng cấp         | Hạng 4    |
| 8           | Hà Tấn Lạc      | Đỏ (Đội trưởng)   | Thăng cấp         | Đội thắng            | Đội thắng            | Thăng cấp            | Thăng cấp            | Thăng cấp         | Điểm cao nhất     | Thăng cấp         | Hạng 5    |
| 12          | Văn Khải Đình   | Xanh              | Thăng cấp         | Thăng cấp            | Thăng cấp            | Đội thắng            | Đội thắng            | Thăng cấp         | Thăng cấp         | Điểm thấp bị loại |           |
| 3           | Lâm Quân Liên   | Xanh              | Thăng cấp         | Thăng cấp            | Thăng cấp            | Đội thắng            | Đội thắng            | Thăng cấp         | Điểm thấp bị loại |                   |           |
| 7           | Huỳnh Dịch Bân  | Đỏ                | Thăng cấp         | Đội thắng            | Đội thắng            | Thăng cấp            | Thăng cấp            | Bỏ phiếu bị loại  |                   |                   |           |
| 14          | Lâm Trí Lạc     | Xanh              | Thăng cấp         | Thăng cấp            | Thăng cấp            | Đội thắng            | Đội thắng            | Điểm thấp bị loại |                   |                   |           |
| 5           | Chiêm Thiên Văn | Đỏ                | Điểm cao nhất     | Đội thắng            | Đội thắng            | Thăng cấp            | Huấn luyện viên loại |                   |                   |                   |           |
| 2           | Trương Trì Hào  | Đỏ                | Thăng cấp         | Đội thắng            | Đội thắng            | Huấn luyện viên loại |                      |                   |                   |                   |           |
| 9           | Phan Tĩnh Văn   | Đỏ                | Thăng cấp         | Đội thắng            | Đội thắng            | Huấn luyện viên loại |                      |                   |                   |                   |           |
| 10          | Tôn Hán Văn     | Xanh              | Thăng cấp         | Thăng cấp            | Huấn luyện viên loại |                      |                      |                   |                   |                   |           |
| 11          | Lâm Chỉ Nghệ    | Xanh              | Thăng cấp         | Huấn luyện viên loại |                      |                      |                      |                   |                   |                   |           |
| 13          | Thái Khải Dĩnh  | Không             | Điểm thấp bị loại |                      |                      |                      |                      |                   |                   |                   |           |

## Đội hình giám khảo
- Chữ in đậm: Giám khảo bổ sung cho thí sinh trên kênh Youtube của họ.
- (#): Thường bị người dẫn chương trình Sâm Mỹ đặt câu hỏi nhận xét các thí sinh.

| Tên giám khảo          | Thân phận giám khảo                                  | Thi đấu vòng 1 (Tập 1 - 2) | Thi đấu vòng 2 (Tập 3 - 4) | Thi đấu vòng 3 (Tập 5 - 6) | Thi đấu vòng 4 (Tập 7) | Thi đấu vòng 5 (Tập 8 - 9) | Thi đấu vòng 6 (Tập 10 - 11) | Thi đấu vòng 7 (Tập 12) | Bán kết (Tập 13) | Chung kết (Tập 14) |
| ---------------------- | ---------------------------------------------------- | -------------------------- | -------------------------- | -------------------------- | ---------------------- | -------------------------- | ---------------------------- | ----------------------- | ---------------- | ------------------ |
| Huỳnh Kiếm Đào         | Đại biểu Universal Music                             | Green tick                 | Red X                      | Red X                      | Red X                  | Red X                      | Red X                        | Red X                   | Red X            | Red X              |
| Lý Hán Kim             | Đại biểu Universal Music                             | Red X                      | Red X                      | Red X                      | Green tick             | Green tick                 | Green tick                   | Green tick              | Green tick       | Green tick         |
| Chu Quốc Anh           | Đại biểu Media Asia                                  | Green tick                 | Red X                      | Red X                      | Red X                  | Red X                      | Red X                        | Red X                   | Red X            | Red X              |
| Viki Chan              | Đại biểu Media Asia                                  | Red X                      | Red X                      | Red X                      | Green tick             | Green tick                 | Green tick                   | Green tick              | Red X            | Green tick         |
| Trần Quốc Uy           | Đại biểu Sony Music                                  | Green tick                 | Red X                      | Red X                      | Red X                  | Red X                      | Red X                        | Red X                   | Red X            | Red X              |
| Quảng Tử Kiều          | Đại biểu Sony Music                                  | Red X                      | Red X                      | Red X                      | Green tick             | Red X                      | Green tick                   | Red X                   | Red X            | Green tick         |
| Trần Chí Ngang         | Đại biểu Giải trí Anh Hoàng                          | Green tick                 | Red X                      | Red X                      | Red X                  | Red X                      | Red X                        | Green tick              | Green tick       | Green tick         |
| Trần Vĩnh Minh         | Đại biểu Giải trí Anh Hoàng                          | Red X                      | Red X                      | Red X                      | Green tick             | Green tick                 | Green tick                   | Red X                   | Red X            | Red X              |
| Lý Nhân Giai           | Đại biểu Warner Music                                | Green tick                 | Red X                      | Red X                      | Red X                  | Red X                      | Red X                        | Red X                   | Red X            | Red X              |
| Tề Lạc Bình            | Đại biểu Warner Music                                | Red X                      | Red X                      | Red X                      | Green tick             | Green tick                 | Green tick                   | Green tick              | Green tick       | Green tick         |
| Hà Lệ Toàn             | Tổng tài hành chính Giải trí Tinh Mộng               | Green tick                 | Red X                      | Red X                      | Red X                  | Red X                      | Red X                        | Red X                   | Red X            | Red X              |
| Triệu Tăng Hi#         | Người chế tác âm nhạc cao cấp                        | Green tick                 | Green tick                 | Green tick                 | Green tick             | Green tick                 | Green tick                   | Red X                   | Red X            | Red X              |
| Thư Văn#               | Người chế tác âm nhạc cao cấp                        | Green tick                 | Green tick                 | Green tick                 | Green tick             | Green tick                 | Green tick                   | Green tick              | Green tick       | Green tick         |
| Trương Giai Thiêm#     | Người chế tác âm nhạc cao cấp                        | Green tick                 | Red X                      | Green tick                 | Green tick             | Green tick                 | Green tick                   | Green tick              | Green tick       | Green tick         |
| Quách Vĩ Lượng#        | Người chế tác âm nhạc cao cấp                        | Red X                      | Green tick                 | Green tick                 | Green tick             | Green tick                 | Green tick                   | Green tick              | Green tick       | Green tick         |
| Trần Hoán Nhân#        | Người chế tác âm nhạc cao cấp                        | Red X                      | Green tick                 | Green tick                 | Green tick             | Green tick                 | Green tick                   | Green tick              | Green tick       | Green tick         |
| Ngũ Trọng Hoành#       | Người chế tác âm nhạc cao cấp                        | Red X                      | Red X                      | Green tick                 | Green tick             | Green tick                 | Red X                        | Green tick              | Green tick       | Green tick         |
| Phương Thụ Lương       | Người chế tác âm nhạc cao cấp                        | Red X                      | Red X                      | Red X                      | Green tick             | Red X                      | Red X                        | Red X                   | Green tick       | Red X              |
| Jonathan Edward Laudon | Người chế tác âm nhạc cao cấp                        | Red X                      | Red X                      | Red X                      | Red X                  | Green tick                 | Red X                        | Red X                   | Red X            | Red X              |
| Châu Tích Hán#         | Người chế tác âm nhạc                                | Green tick                 | Green tick                 | Green tick                 | Red X                  | Green tick                 | Green tick                   | Green tick              | Green tick       | Green tick         |
| Từ Hạo#                | Người chế tác âm nhạc                                | Green tick                 | Green tick                 | Green tick                 | Red X                  | Green tick                 | Green tick                   | Red X                   | Green tick       | Green tick         |
| Bert Liu               | Người chế tác âm nhạc                                | Green tick                 | Green tick                 | Green tick                 | Green tick             | Green tick                 | Red X                        | Red X                   | Red X            | Red X              |
| Keni                   | Người chế tác âm nhạc                                | Green tick                 | Green tick                 | Green tick                 | Green tick             | Green tick                 | Red X                        | Red X                   | Red X            | Red X              |
| Phù Trí Dật            | Người chế tác âm nhạc                                | Green tick                 | Red X                      | Red X                      | Red X                  | Green tick                 | Red X                        | Red X                   | Red X            | Red X              |
| Huỳnh An Hoằng         | Người chế tác âm nhạc                                | Green tick                 | Green tick                 | Red X                      | Red X                  | Red X                      | Red X                        | Red X                   | Red X            | Red X              |
| Tăng Dịch Văn          | Người chế tác âm nhạc                                | Green tick                 | Green tick                 | Red X                      | Green tick             | Green tick                 | Red X                        | Green tick              | Green tick       | Green tick         |
| Vi Cảnh Vân            | Người chế tác âm nhạc                                | Green tick                 | Red X                      | Red X                      | Green tick             | Green tick                 | Green tick                   | Green tick              | Green tick       | Green tick         |
| Diệp Triệu Trung       | Người chế tác âm nhạc                                | Red X                      | Green tick                 | Red X                      | Red X                  | Red X                      | Red X                        | Red X                   | Red X            | Red X              |
| Đới Tấn Dương          | Người chế tác âm nhạc                                | Red X                      | Green tick                 | Red X                      | Green tick             | Red X                      | Green tick                   | Green tick              | Red X            | Red X              |
| Huỳnh Khải Phong       | Người chế tác âm nhạc                                | Red X                      | Green tick                 | Red X                      | Green tick             | Green tick                 | Green tick                   | Green tick              | Green tick       | Green tick         |
| Hà Gia Kiệt            | Người chế tác âm nhạc                                | Red X                      | Red X                      | Green tick                 | Red X                  | Red X                      | Red X                        | Red X                   | Red X            | Red X              |
| Từ Lạc Thương          | Người chế tác âm nhạc                                | Red X                      | Red X                      | Green tick                 | Red X                  | Red X                      | Green tick                   | Green tick              | Green tick       | Red X              |
| Lưu Dịch Thăng         | Người chế tác âm nhạc                                | Red X                      | Red X                      | Red X                      | Green tick             | Red X                      | Red X                        | Green tick              | Green tick       | Red X              |
| Vương Tử Hiên          | Người chế tác âm nhạc                                | Red X                      | Red X                      | Red X                      | Red X                  | Red X                      | Red X                        | Green tick              | Green tick       | Green tick         |
| Dương Hi               | Người chế tác âm nhạc                                | Red X                      | Red X                      | Red X                      | Red X                  | Red X                      | Red X                        | Green tick              | Green tick       | Red X              |
| Ngũ Lạc Thành          | Người chế tác âm nhạc                                | Red X                      | Red X                      | Red X                      | Red X                  | Red X                      | Red X                        | Red X                   | Red X            | Green tick         |
| Lý Chí Cương           | DJ kênh 2 Đài phát thanh Hong Kong                   | Green tick                 | Green tick                 | Red X                      | Green tick             | Red X                      | Green tick                   | Green tick              | Green tick       | Green tick         |
| Ngải Lực               | DJ kênh 2 Đài phát thanh Hong Kong                   | Green tick                 | Red X                      | Red X                      | Red X                  | Red X                      | Red X                        | Red X                   | Green tick       | Red X              |
| Huỳnh Thiên Di         | DJ kênh 2 Đài phát thanh Hong Kong                   | Red X                      | Green tick                 | Red X                      | Red X                  | Red X                      | Red X                        | Red X                   | Red X            | Red X              |
| Thôi Khiết Đồng        | DJ kênh 2 Đài phát thanh Hong Kong                   | Red X                      | Green tick                 | Green tick                 | Red X                  | Red X                      | Red X                        | Red X                   | Red X            | Red X              |
| Vương Diệu Tổ          | DJ kênh 2 Đài phát thanh Hong Kong                   | Red X                      | Red X                      | Green tick                 | Red X                  | Red X                      | Red X                        | Red X                   | Red X            | Red X              |
| Hầu Gia Minh           | DJ kênh 2 Đài phát thanh Hong Kong                   | Red X                      | Red X                      | Green tick                 | Red X                  | Red X                      | Green tick                   | Red X                   | Red X            | Green tick         |
| Bạch Nguyên Hạo        | DJ kênh 2 Đài phát thanh Hong Kong                   | Red X                      | Red X                      | Red X                      | Red X                  | Green tick                 | Red X                        | Green tick              | Red X            | Red X              |
| Trình Khải Hân         | Tổng giám chấp hành Kênh thông tin Tân Thành         | Green tick                 | Red X                      | Red X                      | Green tick             | Green tick                 | Green tick                   | Green tick              | Green tick       | Green tick         |
| Lộ Phù                 | DJ Đài phát thanh Tân Thành                          | Green tick                 | Red X                      | Red X                      | Red X                  | Red X                      | Red X                        | Red X                   | Red X            | Red X              |
| Phạm Chấn Phong        | DJ Đài phát thanh Tân Thành                          | Red X                      | Green tick                 | Green tick                 | Red X                  | Red X                      | Red X                        | Red X                   | Red X            | Red X              |
| Huỳnh Tư Mẫn           | DJ Đài phát thanh Tân Thành                          | Red X                      | Green tick                 | Green tick                 | Red X                  | Green tick                 | Red X                        | Red X                   | Red X            | Red X              |
| Trịnh Khải Thái        | DJ Đài phát thanh Tân Thành                          | Red X                      | Red X                      | Red X                      | Red X                  | Red X                      | Green tick                   | Green tick              | Red X            | Red X              |
| Madboii                | Ca sĩ sáng tác                                       | Green tick                 | Green tick                 | Green tick                 | Green tick             | Red X                      | Red X                        | Red X                   | Red X            | Red X              |
| Trần Ngạn Đình         | Ca sĩ sáng tác                                       | Green tick                 | Green tick                 | Red X                      | Red X                  | Red X                      | Green tick                   | Red X                   | Red X            | Red X              |
| Lý Đạt Nhân            | Ca sĩ sáng tác                                       | Red X                      | Green tick                 | Green tick                 | Green tick             | Green tick                 | Green tick                   | Red X                   | Red X            | Red X              |
| Phan Vân Phong         | Ca sĩ sáng tác                                       | Red X                      | Green tick                 | Red X                      | Red X                  | Red X                      | Red X                        | Red X                   | Red X            | Red X              |
| Lưu Trác Hiên          | Ca sĩ sáng tác                                       | Red X                      | Green tick                 | Red X                      | Red X                  | Red X                      | Red X                        | Red X                   | Red X            | Red X              |
| Ông Hậu Lương          | Thành viên nhóm nhạc Dear Jane                       | Red X                      | Red X                      | Green tick                 | Red X                  | Red X                      | Red X                        | Red X                   | Red X            | Red X              |
| Huỳnh Thiên Cao        | Thành viên nhóm nhạc Dear Jane                       | Red X                      | Red X                      | Green tick                 | Red X                  | Red X                      | Red X                        | Red X                   | Red X            | Red X              |
| Lương Diệu Bằng        | Thành viên nhóm nhạc Supper Moment                   | Red X                      | Red X                      | Green tick                 | Red X                  | Red X                      | Red X                        | Red X                   | Red X            | Red X              |
| Trần Sĩ Sân            | Thành viên nhóm nhạc Supper Moment                   | Red X                      | Red X                      | Green tick                 | Red X                  | Red X                      | Red X                        | Red X                   | Red X            | Red X              |
| Lê Trạch Ân            | Thành viên nhóm nhạc Mr.                             | Red X                      | Red X                      | Red X                      | Red X                  | Red X                      | Green tick                   | Red X                   | Red X            | Red X              |
| Lôi Hữu Huy            | Thành viên nhóm nhạc Thái cực                        | Red X                      | Red X                      | Red X                      | Red X                  | Red X                      | Red X                        | Red X                   | Red X            | Green tick         |
| Lưu Hiền Đức           | Thành viên nhóm nhạc Thái cực                        | Red X                      | Red X                      | Red X                      | Red X                  | Red X                      | Red X                        | Red X                   | Red X            | Green tick         |
| Tô Vĩnh Khang          | Bình thẩm cấp sao                                    | Red X                      | Red X                      | Red X                      | Red X                  | Red X                      | Red X                        | Red X                   | Red X            | Green tick         |
| Huỳnh Quốc Vinh        | Tổng giám vũ đạo                                     | Red X                      | Red X                      | Green tick                 | Red X                  | Red X                      | Red X                        | Red X                   | Red X            | Green tick         |
| Vĩ Kiên                | Huấn luyện viên thanh nhạc chuyên nghiệp             | Red X                      | Red X                      | Red X                      | Red X                  | Red X                      | Red X                        | Green tick              | Red X            | Red X              |
| Vi Hùng                | Huấn luyện viên thanh nhạc chuyên nghiệp             | Red X                      | Red X                      | Red X                      | Red X                  | Red X                      | Red X                        | Red X                   | Green tick       | Red X              |
| Phùng Linh             | Kỹ sư thu âm và trộn âm                              | Red X                      | Red X                      | Red X                      | Red X                  | Red X                      | Red X                        | Red X                   | Green tick       | Red X              |
| Trần Dận Tiệp          | Người phụ trách tạp chí âm nhạc Chỉ Đàm re:spect     | Green tick                 | Green tick                 | Green tick                 | Green tick             | Green tick                 | Green tick                   | Green tick              | Green tick       | Green tick         |
| Trần Hạo Hi            | Người phụ trách tạp chí âm nhạc Nguyên Sang FreShMAn | Green tick                 | Red X                      | Red X                      | Red X                  | Red X                      | Red X                        | Red X                   | Red X            | Red X              |
| Lương Gia Huyên        | Người phụ trách tạp chí âm nhạc Nguyên Sang FreShMAn | Red X                      | Green tick                 | Red X                      | Red X                  | Red X                      | Red X                        | Red X                   | Red X            | Red X              |
| Trista Wong            | Người phụ trách tạp chí âm nhạc Nguyên Sang FreShMAn | Red X                      | Red X                      | Red X                      | Red X                  | Green tick                 | Red X                        | Red X                   | Red X            | Red X              |
| Huỳnh Khải Thông       | Tổng biên tập tạp chí âm nhạc Headlines              | Red X                      | Red X                      | Red X                      | Green tick             | Red X                      | Green tick                   | Green tick              | Green tick       |                    |

## Chương trình đặc biệt

### Thanh mộng truyền kỳ Lần triệu tập đầu tiên
Thanh mộng truyền kỳ Lần triệu tập đầu tiên (tiếng Trung: 聲夢傳奇 第一次召集, tiếng Anh: STARS Academy-The First Call), chương trình phát sóng vào ngày 3 tháng 1 lúc 21:30 - 22:30 trên TVB Jade.
| Số báo danh | Tên thí sinh    | Tên thí sinh | Tên thí sinh | Bài hát biểu diễn                 | Hát gốc                    |
| Số báo danh | Tiếng Việt      | Tiếng Trung  | Tiếng Anh    | Bài hát biểu diễn                 | Hát gốc                    |
| ----------- | --------------- | ------------ | ------------ | --------------------------------- | -------------------------- |
| 1           | Viêm Minh Hy    | 炎明熹       | Gigi         | 守望麥田/ Thủ vọng mạch điền      | Vương Phi                  |
| 2           | Trương Trì Hào  | 張馳豪       | Aska         | 有一種悲傷/ Có một loại bi thương | A-Lin                      |
| 3           | Lâm Quân Liên   | 林君蓮       | Kaitlyn      | 有一種悲傷/ Có một loại bi thương | A-Lin                      |
| 4           | Chung Nhu Mỹ    | 鍾柔美       | Yumi         | 到此為止/ Đến đây chấm dứt        | Liên Thi Nhã               |
| 5           | Chiêm Thiên Văn | 詹天文       | Windy        | 到此為止/ Đến đây chấm dứt        | Liên Thi Nhã               |
| 6           | Diêu Trác Phi   | 姚焯菲       | Chantel      | 到此為止/ Đến đây chấm dứt        | Liên Thi Nhã               |
| 7           | Huỳnh Dịch Bân  | 黃奕斌       | Hugo         | Dawn Of Us                        | Vương Gia Nhĩ              |
| 8           | Hà Tấn Lạc      | 何晉樂       | Rock         | 欲言又止/ Muốn nói lại thôi       | Cúc Tử Kiều, Vương Hạo Tín |
| 9           | Phan Tịnh Văn   | 潘靜文       | Sherman      | 欲言又止/ Muốn nói lại thôi       | Cúc Tử Kiều, Vương Hạo Tín |
| 10          | Tôn Hán Lâm     | 孫漢霖       | Steven       | 太難開始/ Bắt đầu quá khó         | Hồ Hồng Quân               |
| 11          | Lâm Chỉ Nghệ    | 林沚羿       | Venus        | 我懷念的/ Điều em hoài niệm       | Tôn Yến Tư                 |
| 12          | Văn Khải Đình   | 文凱婷       | Aeren        | 我懷念的/ Điều em hoài niệm       | Tôn Yến Tư                 |
| 13          | Thái Khải Dĩnh  | 蔡愷穎       | Lolita       | 我懷念的/ Điều em hoài niệm       | Tôn Yến Tư                 |
| 14          | Lâm Trí Lạc     | 林智樂       | Felix        | 飛花/ Hoa bay                     | Lý Khắc Cần                |
| 15          | Tiển Tĩnh Phong | 冼靖峰       | Archie       | 飛花/ Hoa bay                     | Lý Khắc Cần                |

### Staries Thanh mộng động thái hẹn giờ
Staries Thanh mộng động thái hẹn giờ (tiếng Trung: Staries聲夢定時動態, tiếng Anh: Starry Starry Academy), chương trình phát sóng vào thứ Hai ngày 12/4 đến 12/7/2021 lúc 21:00 - 21:30 trên J2; phát lại vào Chủ Nhật ngày 9/5/2021 lúc 14:45 - 15:15 trên TVB Jade.
| Tập | Ngày phát sóng | Chủ đề                                                                       |
| --- | -------------- | ---------------------------------------------------------------------------- |
| 1   | 12/4/2021      | Lửa trại nói ra tiếng lòng                                                   |
| 2   | 19/4/2021      | Vua trò chơi của Thanh mộng                                                  |
| 3   | 26/4/2021      | Máy phát hiện nói dối điện giật                                              |
| 4   | 3/5/2021       | Đội nhạc phía sau "Thanh mộng"                                               |
| 5   | 10/5/2021      | Thử thách đá cầu lông "ba nuôi Khắc Cần"                                     |
| 6   | 17/5/2021      | Vẽ tranh đoán tên bài hát                                                    |
| 7   | 24/5/2021      | Chơi bóng rổ cùng Bách Hào giảm áp lực                                       |
| 8   | 31/5/2021      | Top 10 kiểm duyệt "Thanh mộng"                                               |
| 9   | 7/6/2021       | Bữa tiệc chia tay bí mật của đội đỏ                                          |
| 10  | 14/6/2021      | Phía sau "trận PK kim khúc tiếng Quảng"                                      |
| 11  | 21/6/2021      | Học viên rực rỡ tham dự bữa tiệc của ba nuôi                                 |
| 12  | 28/6/2021      | Công khai "huấn luyện đặt biệt" trước trận đấu của học viên, huấn luyện viên |
| 13  | 5/7/2021       | Tập quân sự bóc bí mật "Bảy lên sáu"                                         |
| 14  | 12/7/2021      | Cùng người cố vấn mới chơi trò chơi nắm rõ nhận biết                         |

### Thanh mộng truyền kỳ Truyền kỳ ra đời
Thanh mộng truyền kỳ Truyền kỳ ra đời (tiếng Trung: 聲夢傳奇 傳奇誕生), phát sóng vào ngày 20/7/2021 lúc 20:30 - 21:15 trên TVB Jade.

### Thanh mộng Junior (Tên cũ "Trại hè Thanh Mộng")
Tháng 7/2021, TVB thông báo tổ chức "Trại hè Thanh Mộng" vào kỳ nghỉ hè cùng năm, để tiếp nối tinh thần "Thanh mộng truyền kỳ", trao cơ hội đào tạo hát nhảy cho 18 thí sinh độ tuổi từ 11 đến 15 có chí hướng biểu diễn nghệ thuật. Những thí sinh lọt vào vòng trong sẽ được sắp xếp đào tạo khác nhau, cũng có cơ hội đi theo các học viên hoặc huấn luyện viên của "Thanh mộng truyền kỳ" học nghệ thuật, hoạt động báo danh kết thúc vào 29/7/2021.
Tháng 10/2021, TVB thông báo tại "TVB Sales Expo 2022" hoạt động "Trại hè Thanh Mộng" sẽ phát sóng bằng tên "Thanh mộng Junior", vào thứ Bảy ngày 27/2/2022 lúc 20:30 trên TVB Jade.

### Học viện Thanh Mộng
Tháng 10/2021, TVB thông báo tại "TVB Sales Expo 2022" các thí sinh tốt nghiệp từ "Thanh mộng truyền kỳ" mùa 1 sẽ tham gia gameshow hoàn toàn mới "Học viện Thanh Mộng", cũng do Sâm Mỹ dẫn chương trình.

## Chương trình liên quan
- Thanh mộng truyền kỳ - Chương đầu (Phát sóng ngày 20/3/2021)
- Thanh mộng tiền truyện (Phát sóng ngày 4/4/2021)
- Thanh mộng Junior (Phát sóng ngày 27/2/2022)
- Thanh mộng truyền kỳ 2 (Phát sóng ngày 11/6/2022)
- Học viện Thanh Mộng (Chưa định ngày phát sóng)

## Tỉ suất xem đài
Ghi chú: (*) là rating phát sóng truyền hình ở Hong Kong, tổng rating đa nền tảng trong 7 ngày.
| Tập                                           | Ngày phát sóng | Ratings ở Hong Kong      | Ratings phát sóng trong ngoài Macao |
| --------------------------------------------- | -------------- | ------------------------ | ----------------------------------- |
| Lần triệu tập đầu tiên                        | 3/1/2021       | 14.0                     | 8.3                                 |
| Tiếp tục triệu tập                            | 3/1/2021       | 9.1                      | 5.1                                 |
| Tiền truyện                                   | 4/4/2021       | 17.3                     | 10.6                                |
| 1                                             | 10/4/2021      | 18.2                     | 13.9                                |
| 2                                             | 17/4/2021      | 16.9                     | 11.7                                |
| 3                                             | 24/4/2021      | 17.2                     | 12.2                                |
| 4                                             | 5/1/2021       | 16.3                     | 10.7                                |
| 5                                             | 8/5/2021       | 16.3                     | 11.3                                |
| 6                                             | 15/5/2021      |                          |                                     |
| 7                                             | 22/5/2021      |                          |                                     |
| 8                                             | 5/7/2021       | 16.1*                    |                                     |
| 9                                             | 12/6/2021      | 17.1*                    |                                     |
| 10                                            | 19/6/2021      | 16.6*                    |                                     |
| 11                                            | 26/6/2021      | 17.0*                    |                                     |
| 12                                            | 3/7/2021       | 17.1*                    |                                     |
| 13                                            | 17/7/2021      | 18.2*                    |                                     |
| 14 (Chung kết)                                | 19/7/2021      | 23.9* （Cao nhất 24.9*） |                                     |
| 15（Thanh mộng truyền kỳ First Live on Stage) | 28/8/2021      | 13.3*                    |                                     |

## Giải thưởng và đề cử
| Năm  | Lễ trao giải                             | Hạng mục giải thưởng                                  | Tác phẩm                                                                              | Kết quả   |
| ---- | ---------------------------------------- | ----------------------------------------------------- | ------------------------------------------------------------------------------------- | --------- |
| 2021 | Lễ trao giải TVB 2021                    | Chương trình tổng hợp tốt nhất                        | "Thanh mộng truyền kỳ"                                                                | Đoạt giải |
| 2021 | Lễ trao giải TVB 2021                    | Bài hát truyền hình được yêu thích nhất               | "Học được cách bay khi theo đuổi ước mơ" (Hát bởi các học viên "Thanh mộng truyền kỳ" | Đoạt giải |
| 2021 | Lễ trao giải TVB 2021                    | Nam dẫn chương trình tốt nhất                         | Sâm Mỹ                                                                                | Top 5     |
| 2022 | 2022 New York Festivals TV & Film Awards | Promotion Open & IDS: Entertainment Program Promotion | "Thanh mộng truyền kỳ"                                                                | Giải Đồng |